# Estados Federados da Micronésia nos Jogos Olímpicos de Verão de 2004
Os Estados Federados da Micronésia competiram nos Jogos Olímpicos de Verão de 2004, em Atenas, na Grécia.